# Åsnes
Åsnes è un comune norvegese della contea di Innlandet.

## Amministrazione

### Gemellaggi
Åsnes è gemellata con:
- Vasanello